# Puebla de San Medel
Puebla de San Medel est une commune de la province de Salamanque dans la communauté autonome de Castille-et-León en Espagne.